# Bateria Arrias

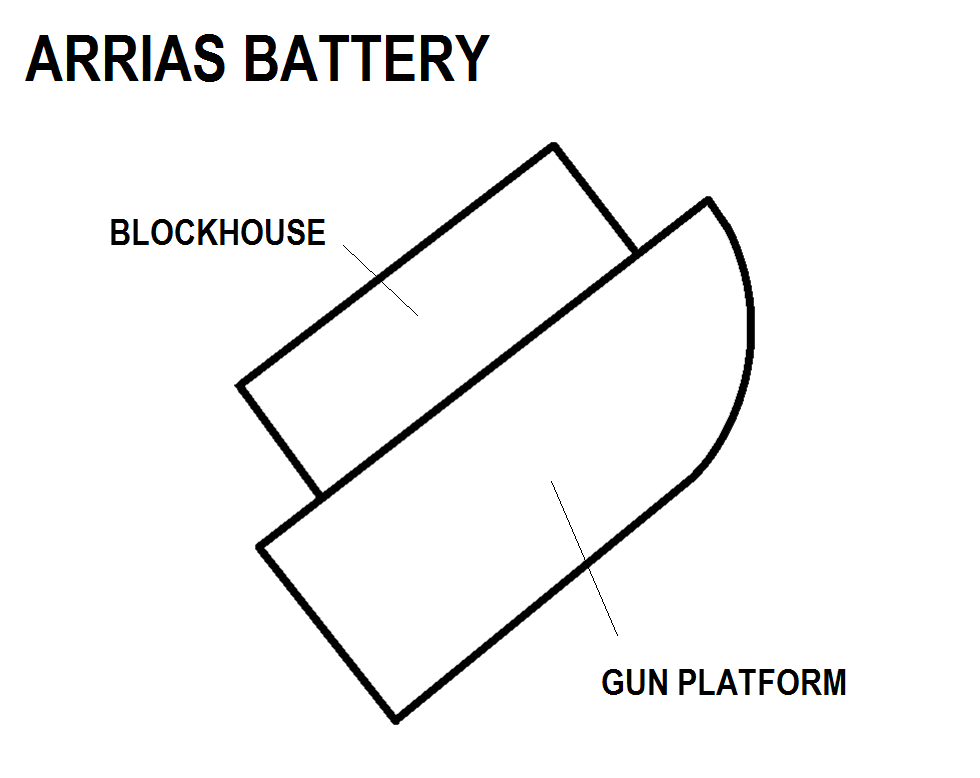
Plan Baterii Arrias w jej oryginalnym układzie

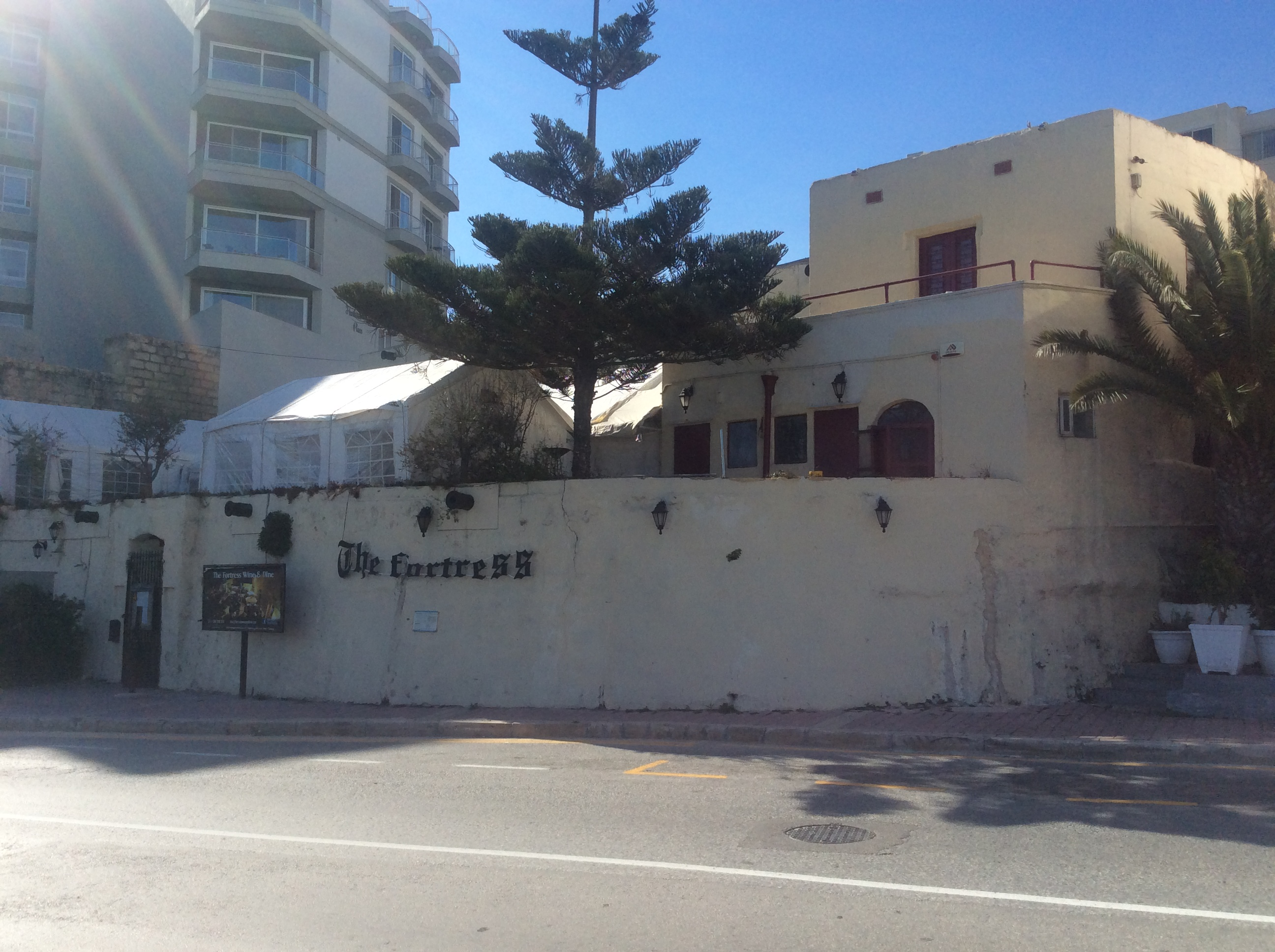
Widok baterii, pokazujący zaokrąglony koniec platformy strzeniczej

Bateria Arrias (malt. Batterija ta’ Arrias, ang. Arrias Battery), znana też jako Bateria Xemxija (malt. Batterija tax-Xemxija, ang. Xemxija Battery) lub Bateria Pwales Lewa (malt. Batterija tax-Xellug tal-Pwales, ang. Pwales Left Battery) – jest to bateria artyleryjska w Xemxii, części Saint Paul’s Bay na Malcie. Została zbudowana w latach 1715–1716 przez Zakon św. Jana, jako jedna z serii fortyfikacji nabrzeżnych dokoła wysp maltańskich. Bateria ciągle istnieje, posiada jednak współczesne zmiany i jest używana jako restauracja.

## Historia
Bateria Arrias została zbudowana w latach 1715–1716 jako część pierwszego programu budowy przez Zakon Joannitów baterii i redut dokoła wybrzeża Malty. Była jedną z dwóch baterii broniących Xemxija Bay, drugą była, teraz zburzona, Bateria Dellia.
W skład baterii wchodziła prostokątna w przeważającym stopniu platforma, z zaokrąglonym północnym końcem. Posiadała niski parapet z otworem strzelniczym, a gardło baterii zamknięte było prostokątnym blokhauzem. Budowla otrzymała nazwę po Rycerzu Emmanuele Arriasie; ponad wejściem znajduje się napis go upamiętniający.
Bateria na koniec stała się letnią rezydencją rodziny Borg Cardona. Nazwali ją ix-Xemxija, a później cały teren wokół zaczął być tak nazywany.

## Współcześnie
Bateria wciąż istnieje, chociaż wykonano pewną liczbę przeróbek, głównie w XX wieku. Obejmują one dobudowanie piętra w blokhauzie oraz schodów, prowadzących do wejścia od strony morza.
Dziś bateria jest używana jako restauracja, znana pod nazwą The Fortress Wine & Dine. Bateria jest narodowym pomnikiem 1. stopnia, jest również wpisana na listę National Inventory of the Cultural Property of the Maltese Islands.